# Gildoria gijswijti
Gildoria gijswijti är en stekelart som beskrevs av Van Achterberg 2003. Gildoria gijswijti ingår i släktet Gildoria och familjen bracksteklar. Inga underarter finns listade i Catalogue of Life.